# Geschiedenis van AZ
Dit artikel behandelt de geschiedenis van Alkmaarse voetbalvereniging AZ.

## Alkmaar '54
De oorsprong van het betaald voetbal in Alkmaar begint op 13 april 1954 als de profclub Alkmaar '54 wordt opgericht die zich samen met nog negen andere clubs aansluit bij de zogenaamde 'wilde' Nederlandse Beroeps Voetbal Bond (NBVB).
De allereerste profwedstrijd in Nederland werd op 14 augustus 1954 gespeeld op het gemeentelijk sportpark (de drafbaan) tussen de teams van Alkmaar '54 en Venlo (3–0). De 'wilde competitie' was geen lang leven beschoren want in november 1954 ging ook de Koninklijke Nederlandse Voetbalbond (KNVB) over op profvoetbal en ging de NBVB op in de KNVB. Tachtig clubs konden aan een profavontuur beginnen. De spelers van Alkmaar '54 verdienden 40 gulden per overwinning en eindigden dat seizoen op een vijfde plaats in de 1e klasse C, voldoende voor promotie naar de hoofdklasse. In die hoofdklasse kwam Alkmaar '54 het volgende seizoen vier punten tekort om te promoveren naar de nieuw te vormen eredivisie. Ook het seizoen 1957/58 was matig en in 1959 werd de vierde plaats in de eerste divisie bereikt. In het seizoen 1959/60 werd het kampioenschap in de Eerste divisie B behaald en promoveerde Alkmaar '54 voor het eerst naar de Eredivisie. De club degradeerde na de 17e plaats direct weer terug naar de Eerste Divisie en zakte daarna zelfs af naar de Tweede Divisie. Als Tweede divisionist wist de club wel de halve finale van de KNVB Beker te bereiken, door o.a. Feyenoord uit te schakelen. Alkmaar '54 was samen met N.E.C. de eerste club uit de Tweede Divisie die dat wist te presteren. In het seizoen 1963/64 werd de ploeg kampioen in de Tweede divisie A, vooral door de inbreng van de van AGOVV overgekomen midvoor Sietze de Vries en stopper Barry Hughes, die van Blauw-Wit kwam. De club zou tot de fusie met FC Zaanstreek in de Eerste Divisie spelen.

### Resultaten
| 5 C |

| 11 B |

| 2 A |

| 9 A |

| 4 A |

| 1 B |

| 17 |

| 12 A |

| 4 A |

| 1 A |

| 11 |

| 4 |

| 12 |

| Eredivisie     | Hoofdklasse (profniveau)   |
| Eerste divisie | Eerste klasse (profniveau) |
| Tweede divisie |                            |

### Seizoensoverzichten
| Resultaten van Alkmaar '54 sinds de toetreding in het betaald voetbal in 1954 | Resultaten van Alkmaar '54 sinds de toetreding in het betaald voetbal in 1954 | Resultaten van Alkmaar '54 sinds de toetreding in het betaald voetbal in 1954 | Resultaten van Alkmaar '54 sinds de toetreding in het betaald voetbal in 1954 | Resultaten van Alkmaar '54 sinds de toetreding in het betaald voetbal in 1954 | Resultaten van Alkmaar '54 sinds de toetreding in het betaald voetbal in 1954 | Resultaten van Alkmaar '54 sinds de toetreding in het betaald voetbal in 1954 | Resultaten van Alkmaar '54 sinds de toetreding in het betaald voetbal in 1954 | Resultaten van Alkmaar '54 sinds de toetreding in het betaald voetbal in 1954 | Resultaten van Alkmaar '54 sinds de toetreding in het betaald voetbal in 1954 | Resultaten van Alkmaar '54 sinds de toetreding in het betaald voetbal in 1954 | Resultaten van Alkmaar '54 sinds de toetreding in het betaald voetbal in 1954 | Resultaten van Alkmaar '54 sinds de toetreding in het betaald voetbal in 1954                                                                             |
| Seizoen                                                                       | Competitie                                                                    | Competitie                                                                    | Competitie                                                                    | Competitie                                                                    | Competitie                                                                    | Competitie                                                                    | Competitie                                                                    | Competitie                                                                    | Competitie                                                                    | Kwalificatie                                                                  | KNVB beker                                                                    | Bijzonderheid |
| Seizoen                                                                       | Divisie                                                                       | GW                                                                            | W                                                                             | G                                                                             | V                                                                             | PNT                                                                           | DV                                                                            | DT                                                                            | POS                                                                           | Kwalificatie                                                                  | KNVB beker                                                                    | Bijzonderheid |
| ----------------------------------------------------------------------------- | ----------------------------------------------------------------------------- | ----------------------------------------------------------------------------- | ----------------------------------------------------------------------------- | ----------------------------------------------------------------------------- | ----------------------------------------------------------------------------- | ----------------------------------------------------------------------------- | ----------------------------------------------------------------------------- | ----------------------------------------------------------------------------- | ----------------------------------------------------------------------------- | ----------------------------------------------------------------------------- | ----------------------------------------------------------------------------- | --- |
| 1954/55                                                                       | NBVB                                                                          | 10                                                                            | 4                                                                             | 4                                                                             | 2                                                                             | 12                                                                            | 21                                                                            | 18                                                                            | 3e                                                                            | –                                                                             | Geen bekertoernooi                                                            | Alkmaar '54 treedt toe tot het betaald voetbal De competitie werd na de fusie van de KNVB en de NBVB niet afgemaakt. Alle teams werden opnieuw ingedeeld. |
| 1954/55                                                                       | Eerste klasse C                                                               | 26                                                                            | 11                                                                            | 6                                                                             | 9                                                                             | 28                                                                            | 41                                                                            | 37                                                                            | 5e                                                                            | Hoofdklasse                                                                   | Geen bekertoernooi                                                            | Alkmaar '54 treedt toe tot het betaald voetbal De competitie werd na de fusie van de KNVB en de NBVB niet afgemaakt. Alle teams werden opnieuw ingedeeld. |
| 1955/56                                                                       | Hoofdklasse B                                                                 | 34                                                                            | 13                                                                            | 7                                                                             | 14                                                                            | 33                                                                            | 47                                                                            | 55                                                                            | 11e                                                                           | Eerste divisie                                                                | Geen bekertoernooi                                                            | |
| 1956/57                                                                       | Eerste divisie A                                                              | 30                                                                            | 15                                                                            | 8                                                                             | 7                                                                             | 38                                                                            | 75                                                                            | 52                                                                            | 2e                                                                            | –                                                                             | 3e ronde                                                                      | – |
| 1957/58                                                                       | Eerste divisie A                                                              | 30                                                                            | 13                                                                            | 6                                                                             | 11                                                                            | 32                                                                            | 57                                                                            | 51                                                                            | 9e                                                                            | –                                                                             | 3e ronde                                                                      | – |
| 1958/59                                                                       | Eerste divisie A                                                              | 30                                                                            | 14                                                                            | 7                                                                             | 9                                                                             | 35                                                                            | 49                                                                            | 40                                                                            | 4e                                                                            | –                                                                             | 3e ronde                                                                      | – |
| 1959/60                                                                       | Eerste divisie B                                                              | 32                                                                            | 18                                                                            | 7                                                                             | 7                                                                             | 43                                                                            | 68                                                                            | 47                                                                            | 1e                                                                            | Rechtstreekse promotie                                                        | Geen bekertoernooi                                                            | – |
| 1960/61                                                                       | Eredivisie                                                                    | 34                                                                            | 6                                                                             | 12                                                                            | 16                                                                            | 24                                                                            | 39                                                                            | 61                                                                            | 17e                                                                           | Rechtstreekse degradatie                                                      | 1e ronde                                                                      | – |
| 1961/62                                                                       | Eerste divisie A                                                              | 34                                                                            | 13                                                                            | 7                                                                             | 14                                                                            | 33                                                                            | 50                                                                            | 50                                                                            | 12e                                                                           | Rechtstreekse degradatie                                                      | 2e ronde                                                                      | – |
| 1962/63                                                                       | Tweede divisie A                                                              | 32                                                                            | 15                                                                            | 9                                                                             | 8                                                                             | 39                                                                            | 64                                                                            | 39                                                                            | 4e                                                                            | –                                                                             | Halve finale                                                                  | – |
| 1963/64                                                                       | Tweede divisie A                                                              | 30                                                                            | 21                                                                            | 4                                                                             | 5                                                                             | 46                                                                            | 74                                                                            | 35                                                                            | 1e                                                                            | Rechtstreekse promotie                                                        | 1e ronde                                                                      | – |
| 1964/65                                                                       | Eerste divisie                                                                | 30                                                                            | 13                                                                            | 2                                                                             | 15                                                                            | 28                                                                            | 54                                                                            | 61                                                                            | 11e                                                                           | –                                                                             | 1e ronde                                                                      | – |
| 1965/66                                                                       | Eerste divisie                                                                | 28                                                                            | 15                                                                            | 6                                                                             | 7                                                                             | 36                                                                            | 64                                                                            | 45                                                                            | 4e                                                                            | –                                                                             | Groepsfase                                                                    | – |
| 1966/67                                                                       | Eerste divisie                                                                | 38                                                                            | 18                                                                            | 2                                                                             | 18                                                                            | 38                                                                            | 55                                                                            | 55                                                                            | 12e                                                                           | –                                                                             | 1e ronde                                                                      | Alkmaar '54 fuseert met FC Zaanstreek en gaat verder onder de naam AZ '67                                                                                 |

### Spelers
Spelers die uitkwamen in competitie NBVB (1954):
- Piet Buis (ex-Egmondia)
- Leen Corbran (ex-Blauw Wit)
- Ben Kabel (ex-ZFC)
- Henk Kramer (ex-Alkmaarse Boys)
- Dirk Kuijper (ex-ZFC)
- Jan Los (ex-De Volewijckers)
- Rudi Michel (ex-De Kennemers)
- Henk Peggeman (ex-De Kennemers)
- Jaap Ramakers (ex-ZFC)
- Henk van der Sluis (ex-De Kennemers)
- Evert Smit (ex-Volendam)
- Klaas Smit (ex-Volendam)
- Thoom Smit (ex-Volendam)
- Gerard Snabilie (ex-OSV)
- Siem Stelling (ex-West Frisia)
- Barend van Vliet (ex-KFC)

### Topscorers
- 1954/55:  Henk van der Sluis (6)
0000000  Klaas Smit (6)
- 000000 :  Henk van der Sluis (15)
- 1955/56:  Klaas Smit (15)
- 1956/57:  Piet Kaas (27)
- 1957/58:  Piet Buis (15)

- 1958/59:  Piet Kaas (16)
- 1959/60:  Sepp Seemann (17)
- 1960/61:  Piet Buis (9)
0000000  Tibor Lőrincz (9)
- 1961/62:  Tibor Lőrincz (16)

- 1962/63:  János Hanek (10)
0000000  Tibor Lőrincz (10)
- 1963/64:  Sietze de Vries (20)
- 1964/65:  Piet Buis (14)
- 1965/66:  Piet Beets (20)
- 1966/67:  Herbert Bönnen (9)

### Trainers
- 1954–1955:  Clemens de Goede
- 1955–1956:  Gerrit van Wijhe
- 1956–1958:  Kick Smit
- 1958–1960:  Ludwig Veg

- 1960–1962:  Piet de Wolf
- 0000–1962:  Bonnie Bult
- 1962–1963:  Arie Rentenaar
- 1963–1965:  Ludwig Veg

- 1965–1966:  Gerrit van Wijhe
- 1966–1967:  Barry Hughes

## FC Zaanstreek
FC Zaanstreek in Koog aan de Zaan werd opgericht op 13 april 1964. FC Zaanstreek nam toen de licentie over van plaatsgenoot KFC (Kooger Football Club), dat zich splitste in een prof- en een amateurtak. KFC bestaat nog steeds als amateurclub. FC Zaanstreek begon in de Tweede divisie A waar het in het eerste seizoen als zesde eindigde. In het tweede seizoen werd de club derde en dat was voldoende voor promotie naar de Eerste divisie. Daar werd de club in het seizoen 1966/67 zevende. De club werd opgeheven op 30 juni 1967 toen zij fuseerde met Alkmaar '54.

### Resultaten
| 6 A |

| 3 A |

| 7 |

| Eerste divisie |
| Tweede divisie |

In elke staaf van de grafiek staat van boven naar beneden vermeld: 
- Eindnotering

Dit is de positie die de club heeft bereikt in de competitie, zonder eventuele beslissings-, play-off- of nacompetitiewedstrijden die nodig zijn geweest om bijvoorbeeld de kampioen van de competitie te bepalen.
Indien een * achter het getal staat is de notering een tussenstand en kan het zijn dat de notering niet overeenkomt met de uiteindelijke eindstand van de competitie.
Staat er een - dan is het seizoen nog bezig en is er geen definitieve uitslag bekend.
Staat er xx op de positie van de notering, dan heeft de club vroegtijdig de competitie verlaten. Dit kan onder andere komen door terugtrekking van het team, faillissement van de club of door een uitgedeelde straf van de KNVB. In veel gevallen staat elders in het artikel de reden vermeld.
Staat er een ? dan is het resultaat uit het verleden onbekend, en is alleen de competitie of het niveau bekend van dat seizoen.
In de seizoenen 2019/20 en 2020/21 werd wegens de coronacrisis het amateurvoetbal afgebroken. Daardoor kennen deze staven geen eindklassering (middels -- weergegeven).
- Competitieniveau en afdelingsletter of Officiële eindstand Eredivisie
  - Competitieniveau en afdelingsletter

Hierbij geeft het getal het niveau weer, dat ook terug te vinden is in de legenda. De letter is de afdelingsaanduiding en wordt gebruikt wanneer er meer afdelingen zijn op hetzelfde niveau. De afdelingsletter is altijd een hoofdletter en wordt meestal zonder nummer gebruikt.
Voorbeeld: 2F is niveau 2e klasse competitie F.
Het competitieniveau en nummer wordt niet vermeld wanneer er slechts één competitie van dit niveau was.
  - Officiële eindstand Eredivisie (getal staat tussen haakjes vermeld)

Sinds de introductie van play-offwedstrijden voor Europees voetbal na afloop van de reguliere competitie in 2005/06, is de KNVB verplicht een eindstand van de Eredivisie door te geven aan de UEFA aan de hand van deze play-offwedstrijden.
Bij deze eindstand staan clubs die zich hebben gekwalificeerd voor Europees voetbal hoger dan clubs die zich niet wisten te kwalificeren. Indien er geen verschil was tussen de eindnotering en de officiële eindstand, staat dit getal niet vermeld.

- Onderafdeling

Hier staat afgekort de naam van de onderafdeling indien de club in dat jaar in een onderafdeling uitkwam. Tevens staat deze afkorting in de legenda en wordt gelinkt naar het artikel over deze onderafdeling. Deze afkorting wordt alleen vermeld wanneer de club in het verleden in verschillende onderafdelingen heeft gespeeld. Deze vermelding is in de staaf altijd in kleine letters. Deze onderafdelingen zijn na het seizoen 1995/96 afgeschaft. Heeft de club in slechts één onderafdeling gespeeld, dan is dit alleen terug te vinden in de legenda.
Onder de staaf staat het jaartal vermeld waarin het seizoen is afgesloten. 15 verwijst naar het seizoen 2014/15 of eventueel het seizoen 1914/15.
Wanneer een staaf leeg is, zijn deze gegevens niet bekend. Het kan ook zijn dat de club dat seizoen niet heeft meegespeeld op het hogere amateurniveau, vroegtijdig de competitie heeft verlaten of uit de competitie is gezet.

In het seizoen 1944/45 was er wegens de Tweede Wereldoorlog geen regulier competitievoetbal.

### Seizoensoverzichten
| Resultaten van FC Zaanstreek sinds de toetreding in het betaald voetbal in 1964 | Resultaten van FC Zaanstreek sinds de toetreding in het betaald voetbal in 1964 | Resultaten van FC Zaanstreek sinds de toetreding in het betaald voetbal in 1964 | Resultaten van FC Zaanstreek sinds de toetreding in het betaald voetbal in 1964 | Resultaten van FC Zaanstreek sinds de toetreding in het betaald voetbal in 1964 | Resultaten van FC Zaanstreek sinds de toetreding in het betaald voetbal in 1964 | Resultaten van FC Zaanstreek sinds de toetreding in het betaald voetbal in 1964 | Resultaten van FC Zaanstreek sinds de toetreding in het betaald voetbal in 1964 | Resultaten van FC Zaanstreek sinds de toetreding in het betaald voetbal in 1964 | Resultaten van FC Zaanstreek sinds de toetreding in het betaald voetbal in 1964 | Resultaten van FC Zaanstreek sinds de toetreding in het betaald voetbal in 1964 | Resultaten van FC Zaanstreek sinds de toetreding in het betaald voetbal in 1964 | Resultaten van FC Zaanstreek sinds de toetreding in het betaald voetbal in 1964 |
| Seizoen                                                                         | Competitie                                                                      | Competitie                                                                      | Competitie                                                                      | Competitie                                                                      | Competitie                                                                      | Competitie                                                                      | Competitie                                                                      | Competitie                                                                      | Competitie                                                                      | Kwalificatie                                                                    | KNVB beker                                                                      | Bijzonderheid                                                                   |
| Seizoen                                                                         | Divisie                                                                         | GW                                                                              | W                                                                               | G                                                                               | V                                                                               | PNT                                                                             | DV                                                                              | DT                                                                              | POS                                                                             | Kwalificatie                                                                    | KNVB beker                                                                      | Bijzonderheid                                                                   |
| ------------------------------------------------------------------------------- | ------------------------------------------------------------------------------- | ------------------------------------------------------------------------------- | ------------------------------------------------------------------------------- | ------------------------------------------------------------------------------- | ------------------------------------------------------------------------------- | ------------------------------------------------------------------------------- | ------------------------------------------------------------------------------- | ------------------------------------------------------------------------------- | ------------------------------------------------------------------------------- | ------------------------------------------------------------------------------- | ------------------------------------------------------------------------------- | ------------------------------------------------------------------------------- |
| 1964/65                                                                         | Tweede divisie A                                                                | 30                                                                              | 13                                                                              | 9                                                                               | 8                                                                               | 35                                                                              | 48                                                                              | 33                                                                              | 6e                                                                              | –                                                                               | 1e ronde                                                                        | KFC gaat verder als FC Zaanstreek                                               |
| 1965/66                                                                         | Tweede divisie A                                                                | 28                                                                              | 13                                                                              | 11                                                                              | 4                                                                               | 37                                                                              | 54                                                                              | 36                                                                              | 3e                                                                              | Rechtstreekse promotie                                                          | Groepsfase                                                                      | –                                                                               |
| 1966/67                                                                         | Eerste divisie A                                                                | 38                                                                              | 17                                                                              | 9                                                                               | 12                                                                              | 43                                                                              | 54                                                                              | 48                                                                              | 7e                                                                              | –                                                                               | 1e ronde                                                                        | FC Zaanstreek fuseert met Alkmaar '54 en gaat verder onder de naam AZ           |

### Topscorers
- 1964/65:  Cees Groot (11)
- 1965/66:  Cees Groot (13)
- 1966/67:  Cees Groot (8)
0000000  Dick Twisk (8)

### Trainers
- 1964–1965:  Piet de Wolf
- 1965–1965:  Toon Bruins Slot

- 1965–1966:  Toon van den Enden

- 1966–1967:  Wim Blokland

## Periode Molenaar
De broers Cees en Klaas Molenaar waren Zaanse zakenlieden en oud voetballers van KFC. Met hun bedrijf Wastora hadden zij zakelijk veel succes. Zij waren bereid om in het voetbal in Alkmaar te investeren. Naast de broers Molenaar waren ook de eigenaren van de Grosmarkt, D.B. Bark en D. Groot, in deze periode actief in het sponsoren van de voetbalclub uit Alkmaar.

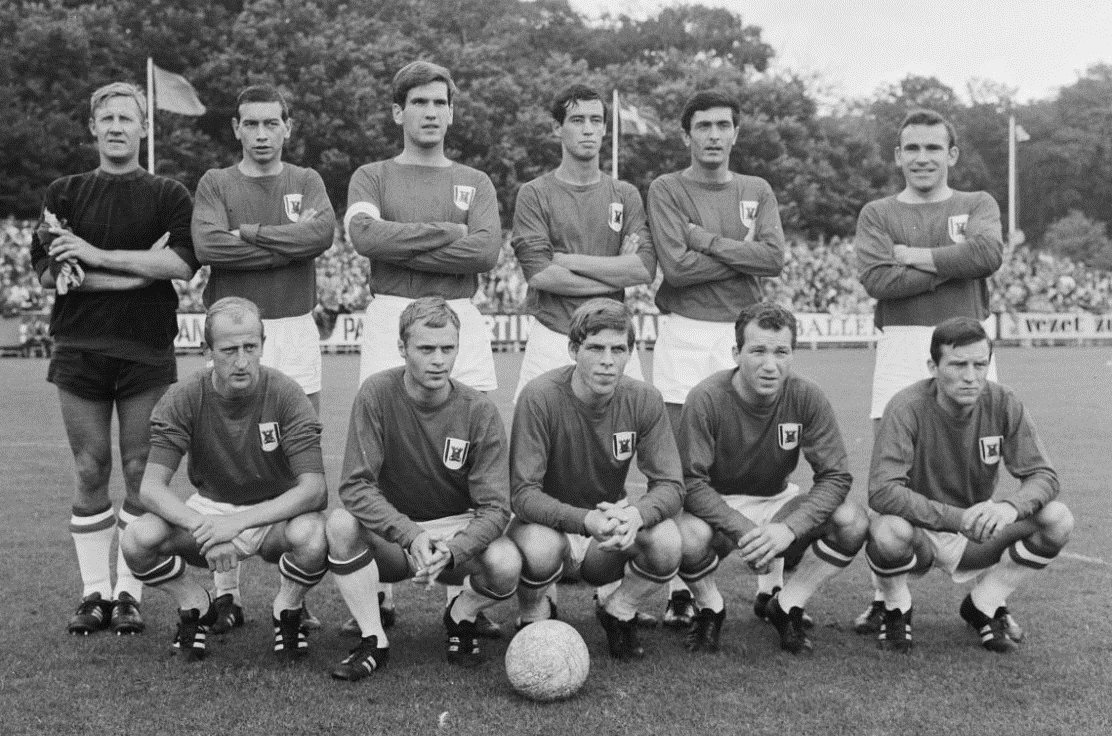
Het elftal van AZ'67 van het seizoen 1968/69

Na mislukte pogingen van de gebroeders Molenaar om in de Zaanstreek door middel van een fusie tussen KFC (Koog a/d Zaan) en ZFC (Zaandam) tot een grote Zaanse club te komen, werd ten slotte in 1967 uit een fusie tussen Alkmaar '54 en FC Zaanstreek, AZ'67 geboren, dat later werd omgedoopt tot het huidige AZ. Doordat de club veel buitenlandse spelers contracteerde, leidde dat tot een grote schuldenlast die bijna tot een faillissement leidde. In 1972 zorgden de gebroeders Molenaar voor de financiële redding. In het seizoen 1971/1972 behaalde AZ'67 ook sportief succes: een 2e plaats in de 1e divisie en promotie naar de eredivisie, onder trainer Cor van der Hart.
Langzaam maar zeker kreeg AZ '67 het imago van een club met ambities. Na een moeizame start in de eredivisie (1972-1973 15e plaats, 4e van onder), begon de club geleidelijk aan omhoog te klimmen. In 1973-1974 eindigde AZ in de middenmoot, in 1974-1975 werd AZ 5e met doelsaldo +18, in 1975-1976 eindigde AZ 5e met doelsaldo +7, hoewel het met die 5e plaats (iets) meer kreeg dan het toen verdiende. Spelers als Bobby Vosmaer, Kristen Nygaard (1973), Willem van Hanegem (1976) en Eddy Treijtel (1979) werden aangetrokken. Door het aantrekken van spelers als Ronald Spelbos (1974), John Metgod (1976), Peter Arntz (1976), Jan Peters (1977), Kurt Welzl (1978), Kees Kist (1972) en Pier Tol (1978) werd AZ zowel verdedigend, creatief als aanvallend steeds sterker. AZ ging steevast voor de ereplaatsen en eindigde altijd bij de beste vier vanaf seizoen 1976-1977, met doelsaldi tussen +41 en +46. Vanaf seizoen 1977-1978 nam AZ steeds deel aan een EuropaCup-toernooi. Ook waren sommige resultaten in oefenduels opzienbarend: zoals in augustus 1977, toen AZ onder manager Hans Kraay sr. en trainer/coach Jan Notermans het Barcelona van Rinus Michels, Johan Cruijff en Johan Neeskens met 4-0 van de vloer veegde en Ajax thuis in Amsterdam kansloos met 3-0 van AZ verloor in de finale van het Amsterdam-702-toernooi. Maar de broers Molenaar wilden nog meer.
Half 1978 werd Georg Kessler aangesteld als trainer. In het seizoen 1979-80 waren de spelers van AZ dicht in de buurt van hun eerste titel. In de laatste fase van de competitie morsten zij echter te veel punten, om de achterstand op Ajax (dat eveneens veel punten morste, eigenlijk al vanaf maart 1980, en met name vanaf april 1980) goed te maken. Ajax werd op de 34e en laatste speeldag kampioen (11 mei 1980, 50 punten, +36), AZ finishte als 2e (47 punten, +41). AZ werd wel steeds hechter. Middenvelder Jos Jonker, half 1980 gecontracteerd, bleek het laatst ontbrekende puzzelstukje.
De beloning kwam in het seizoen 1980-81. AZ won in de competitie 27 keer, speelde 6 keer gelijk en verloor dat seizoen één wedstrijd: tegen Ajax werd het in Alkmaar 0-1 (april 1981). AZ werd kampioen met 101 goals vóór en 30 goals tegen (doelsaldo +71) en met 60 punten (2 punten voor een overwinning 1956/1957-1994/1995). AZ liet Ajax (+34 (88-54), 48 punten), FC Utrecht (+34 (67-33), 45 punten), Feyenoord (+26 (74-48), 45 punten) en PSV (+31 (62-31), 44 punten) ver achter zich! Tot het seizoen 2009-2010 (landskampioenschap FC Twente) was AZ de laatste club buiten de traditionele top 3 (Ajax, Feyenoord en PSV) die dat lukte. Daarnaast werd de dubbel gewonnen; ook de KNVB beker werd behaald, in het Olympisch Stadion won AZ tegen Ajax in Amsterdam met 3-1. Tevens werd dit seizoen de finale van de UEFA Cup bereikt. Daarin was Ipswich Town net te sterk (3-0 nederlaag in Engeland, 4-2 zege in Amsterdam, 4-5 einduitslag).
Ondanks de grote successen werd de ploeg in Alkmaar lauw ontvangen. AZ speelde na Ajax het mooiste voetbal in Nederland in de periode 1977 tot en met 1981/1982, desondanks was er merkwaardig genoeg nooit veel waardering voor, zoals Kees Kist later eens in een interview stelde. Trainer 'sir' Georg Kessler liet het elftal volgens de supporters toch te zakelijk spelen. Dat stak Klaas Molenaar. Langzaam maar zeker investeerde hij minder in de club. In 1981 vertrok Kurt Welzl al. Ook vele andere spelers wilden hun superseizoen een jaar later te gelde maken, na een al wat minder seizoen 1981-1982 (3e plaats, doelsaldo +34, 47 punten). In 1982 was er dan ook een totale leegloop. Coach Georg Kessler en Ronald Spelbos trokken naar Club Brugge, John Metgod vertrok naar Real Madrid, Kees Kist naar Paris Saint-Germain, Jan Peters naar Genua en Kristen Nygaard naar Nîmes. De vervangers hadden niet de kwaliteit om de prestaties te evenaren, hoewel er wel enkele goede spelers overbleven, zoals routinier Peter Arntz, Pier Tol, en jongere spelers als Ricky Talan en Ronald Weijsters. 1981-1982 zou dan ook het 6e achtereenvolgende en laatste seizoen blijken te zijn geweest, waarin AZ bij de beste vier eindigde in de eredivisie en een doelsaldo hoger dan +33 behaalde. 1982-1983 finishte AZ nog maar boven in de middenmoot, in 1983-1984 beleefde de club nog een kleine opleving, AZ werd vijfde (doelsaldo +14). Vanaf 1984-1985 ging het definitief bergafwaarts, in 1984-1985 werd AZ slechts elfde, en de jaren daarna sukkelde AZ enorm.
Toen de Molenaars definitief de club verlieten, gingen de prestaties van AZ helemaal achteruit. In 1987/1988 volgde een degradatie naar de Eerste divisie en werd dat seizoen dankzij steun van de gemeente een faillissement opnieuw ternauwernood voorkomen.

## Periode Scheringa

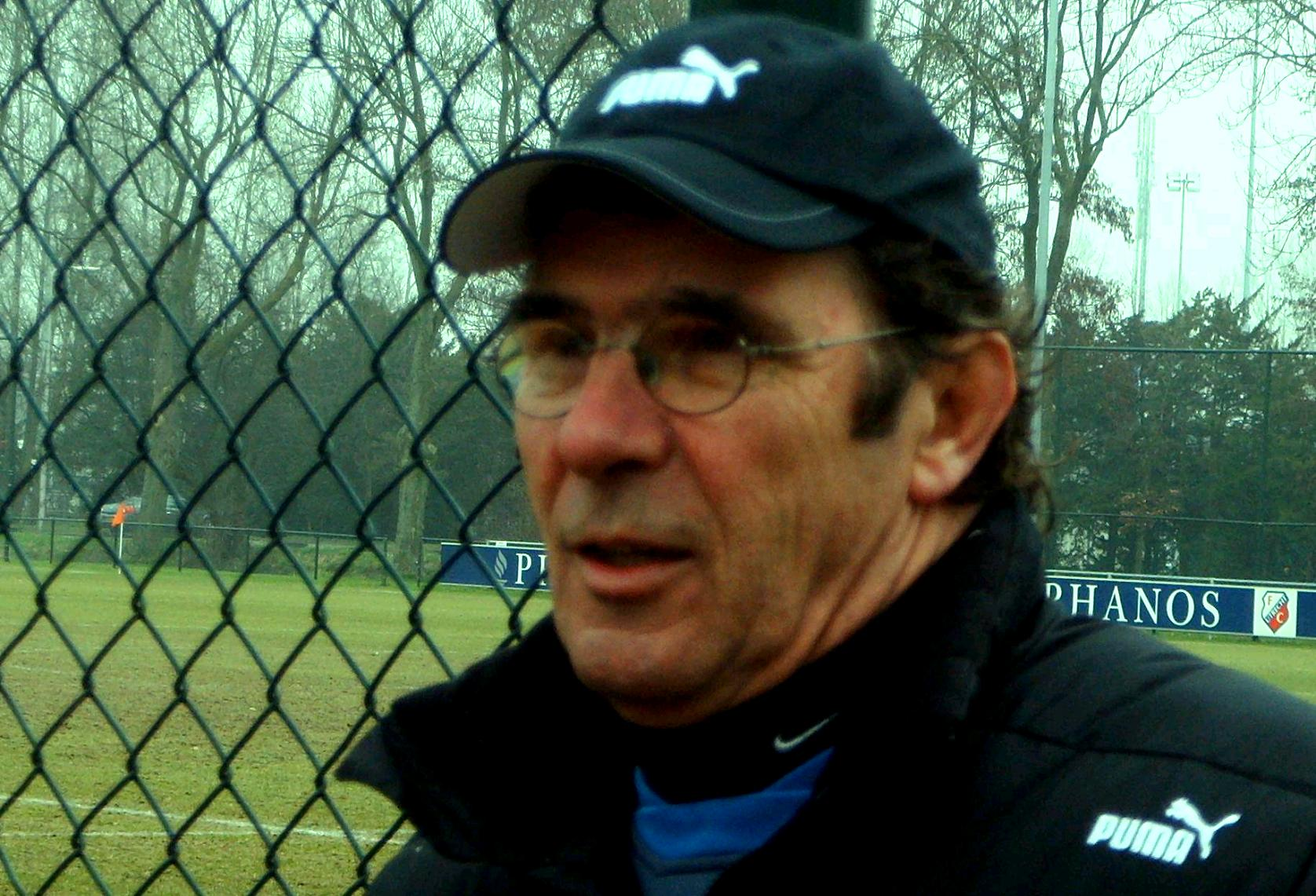
Willem van Hanegem

In 1993 werd uit de regio afkomstige zakenman Dirk Scheringa voorzitter van de club. Zijn fortuin verdiende Scheringa met zijn bedrijf DSB Bank, voorheen Buro Frisia, en hij investeerde flink in de club. Opnieuw was Willem van Hanegem betrokken bij de wederopbouw, dit keer als trainer.
AZ speelt sinds 1998 weer vast in de Eredivisie, door een doelpunt van Hamisi Amani-Dove in de uitwedstrijd tegen ADO Den Haag (1-1). Nadat AZ als kampioen van de eerste divisie promoveerde in '96 en degradeerde in 1997. Met trainer Co Adriaanse werd in 2004 opnieuw Europees voetbal bereikt - tweeëntwintig jaar na het laatste optreden.
De Europese campagne van AZ in het seizoen 2004/’05 overtrof vervolgens alle verwachtingen. AZ reikte tot de halve finale van het UEFA Cup toernooi, waarin Sporting Clube de Portugal pas in de blessuretijd van de verlenging voor uitschakeling zorgde (2-1 en 3-2). Onderweg waren clubs als Auxerre (2-0) en Glasgow Rangers (1-0) al opzij gezet. Later sneuvelden Sjachtar Donetsk (1-3 en 2-1) en Primera Division-club Villarreal (2-1 en 1-1) tegen het AZ.
Het uitstekende seizoen 2004-05 genereerde veel belangstelling voor spelers en staf van AZ. Uiteindelijk vertrokken Jan Kromkamp (Villarreal) en Olaf Lindenbergh (Ajax).
Begin januari 2005 had Adriaanse al te kennen gegeven dat hij aan het eind van dat seizoen zou vertrekken. Daarbij verkondigde hij dat er maar één trainer was met de goede papieren voor AZ, zelfs betere dan Adriaanse zelf: Louis van Gaal. Voorzitter Scheringa en Martin van Geel kwamen tot dezelfde conclusie en benaderden Van Gaal. Deze had weinig bedenktijd nodig en ging op het aanbod van AZ in. Zo verzekerde AZ zich ook voor het seizoen 2005-06 van de diensten van een toptrainer.
Adriaanse vertrok uiteindelijk naar FC Porto (winnaar van de Champions League in 2004), terwijl technisch directeur Martin van Geel tegen de zin van supporters en club naar Ajax verkaste. Zijn opvolger werd Marcel Brands, die bij RKC Waalwijk als technisch directeur zijn sporen had verdiend.
Omdat de begroting van AZ niet verder kon groeien in het oude stadion de Alkmaarderhout, waren er plannen gesmeed voor een geheel nieuw onderkomen aan de rand van Alkmaar. Met dit nieuwe stadion in het vooruitzicht werd in de jaren 2000 een voorschot genomen op de stijgende inkomsten om zo de sportieve ambities intact te houden. Hierdoor stak AZ zich behoorlijk in de schulden. Toen de schuldenlast onder andere door flinke vertragingen in de bouw van het nieuwe stadion erg hoog werd en het water AZ tot aan de lippen steeg hing er andermaal een faillissement in de lucht. Dirk Scheringa bracht soelaas en heeft in februari 2005 voor 108 miljoen euro de schuld van 67 miljoen euro omgezet in aandelen, waardoor hij met zijn bedrijf DSB Beheer B.V. de eigenaar werd van AZ NV en het op dat moment in aanbouw zijnde DSB Stadion. Dit werd pas in december 2006 bekend door een groot interview met Voetbal International.
In het seizoen 2005-06 bereikte AZ de tweede plaats in de competitie. In de play-offs voor directe plaatsing voor de voorronde van de UEFA Champions League werd echter verloren tegen FC Groningen. Hierdoor werd de ploeg officieel vierde op de ranglijst. AZ werd in de UEFA Cup uitgeschakeld door het Spaanse Real Betis uit Sevilla. Denny Landzaat, Kenneth Pérez en Henk Timmer vertrokken aan het eind van dit seizoen; nieuwe spelers waren onder anderen Gijs Luirink, Simon Cziommer en Mousa Dembélé.

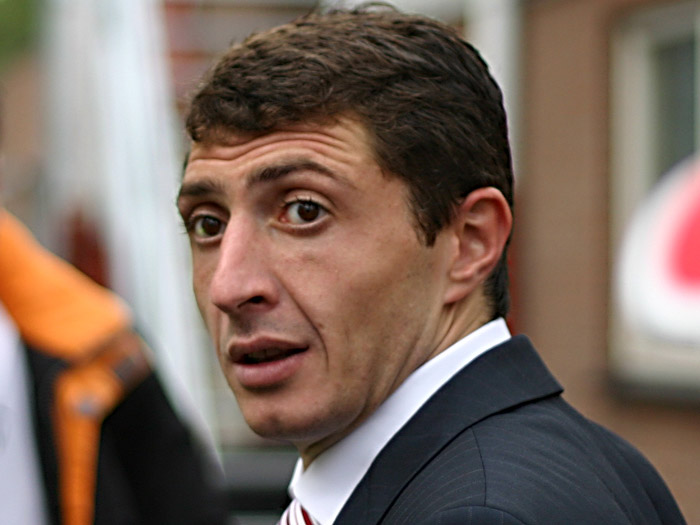
Shota Arveladze als spitsentrainer bij AZ

Het seizoen 2006-07, dat volgens de doelstellingen vooral een opbouwjaar zou worden, werd voortvarend begonnen met een 8-1 zege op NAC Breda. Lange tijd werd de ranglijst aangevoerd door PSV, maar op de voorlaatste speeldag nam AZ de leiding. In de legendarische kampioenswedstrijd, waarin gedurende 90 minuten drie clubs afwisselend virtueel kampioen waren, werd uit bij Excelsior tegen de verwachting in echter verloren, waardoor AZ als derde eindigde. De bekerfinale tegen Ajax eindigde na 90 minuten in 1-1, en in de verlenging werd niet gescoord. In de volgende strafschoppenreeks verloor AZ uiteindelijk de met 8-7, na een misser van Ryan Donk. In de play-offs was Ajax over twee wedstrijden het sterkst en liep AZ een Champions League ticket mis. Waar de dubbel in bereik had gelegen, werd het een "net niet"-seizoen en greep AZ naast alle prijzen. Na het seizoen vertrokken belangrijke spelers als De Cler, Koevermans en Arveladze.
Voor het seizoen 2007-08 lagen de verwachtingen wegens de goede prestaties van het seizoen ervoor dan ook torenhoog. AZ had voor miljoenen euro's aan spelers binnengehaald en speelde sterk in de voorbereiding tegen Internazionale (4-2 winst). Grote aankopen voor dat seizoen waren de Braziliaanse jeugdinternational Ari, de Italiaanse jeugdinternational Pellè, Argentijns jeugdinternational Sergio Romero, Belgisch international Pocognoli en El Hamdaoui, die de duurste aankoop werd uit de historie van AZ. Het seizoen werd echter een groot fiasco: AZ had weinig geluk en vooral de aanvalslinie kwam moeizaam tot scoren. AZ werd uitgeschakeld in de eerste ronde van de KNVB beker en overwinterde niet in de UEFA Cup. In de winterstop trachtte AZ het tij nog te keren met de komst van Afonso Alves van sc Heerenveen voor 18 miljoen euro, maar deze tekende ondanks een akkoord met AZ uiteindelijk voor Middlesbrough FC. In de competitie eindigde AZ op de elfde plaats. Gedurende het seizoen kwam Van Gaal onder druk te staan, en in maart 2008 nam hij zijn ontslag. Na protesten uit de spelersgroep en de directie, besloot Van Gaal dit ontslag in te trekken en zijn contract uit te dienen.
Met oog op het seizoen 2008-09 besloot de directie geen miljoenen meer te investeren in de selectie en werden relatief onbekende spelers als Brett Holman, Niklas Moisander en Héctor Moreno. De voorbereidingen werden verstoord doordat een groot deel van de selectie bestond uit jeugdinternationals die uitkwamen op de Olympische Spelen in Peking. De eerste competitiewedstrijden speelde AZ moeizaam. Het team verloor met 2-1 van NAC Breda en werd met 3-0 verslagen door ADO Den Haag. In de media werd gesuggereerd dat Van Gaal de winter niet zou gaan halen. Het leek een slecht seizoen te gaan worden, maar in de met 1-0 gewonnen wedstrijd tegen PSV kwam de ommekeer en startte AZ een succesvolle reeks, waarin vooral de aanvallers El Hamdaoui en Dembélé een hoofdrol opeisten. Op zondag 19 april 2009 werd AZ voor de tweede maal in de clubgeschiedenis kampioen van Nederland. Een aantal weken later maakte de succestrainer Louis van Gaal bekend dat hij zal vertrekken naar Bayern München. Ronald Koeman werd met een tweejarig contract zijn opvolger bij de landskampioen. Het seizoen begon goed met het winnen van de Johan Cruijff Schaal, na de 5-1-overwinning op sc Heerenveen.
In oktober 2009 kwam de DSB Bank in acute problemen, waarna de rechtbank van Amsterdam op 19 oktober de bank en het moederbedrijf DSB Beheer definitief failliet verklaarde. Hierdoor was de voetbalclub AZ geen eigendom meer van Dirk Scheringa. Op 29 oktober 2009 maakte Scheringa bekend dat hij aftreedt als voorzitter van AZ. Vervolgens raakte AZ in grote financiële problemen, die ook de sportieve resultaten begonnen te beïnvloeden. Na tegenvallende resultaten werd Ronald Koeman op 5 december 2009, na de 2-1 thuisnederlaag tegen Vitesse, ontslagen. Hij werd voor de resterende wedstrijden van het seizoen vervangen door Dick Advocaat. Om geld te genereren werden onder meer Ari en Sébastien Pocognoli verkocht tijdens de winterstop. De nieuwe hoofdtrainer, bijgenaamd De kleine generaal, wist de rust in de selectie te bewaren en plaatste zich aan het einde van het seizoen 2009/10 voor Europees voetbal. Na de financiële en sportieve redding van AZ, verliet de technisch directeur Marcel Brands de club na het seizoen, om het volgende seizoen aan de slag te gaan bij PSV Eindhoven. De Periode Scheringa kwam na 16 jaren ten einde.

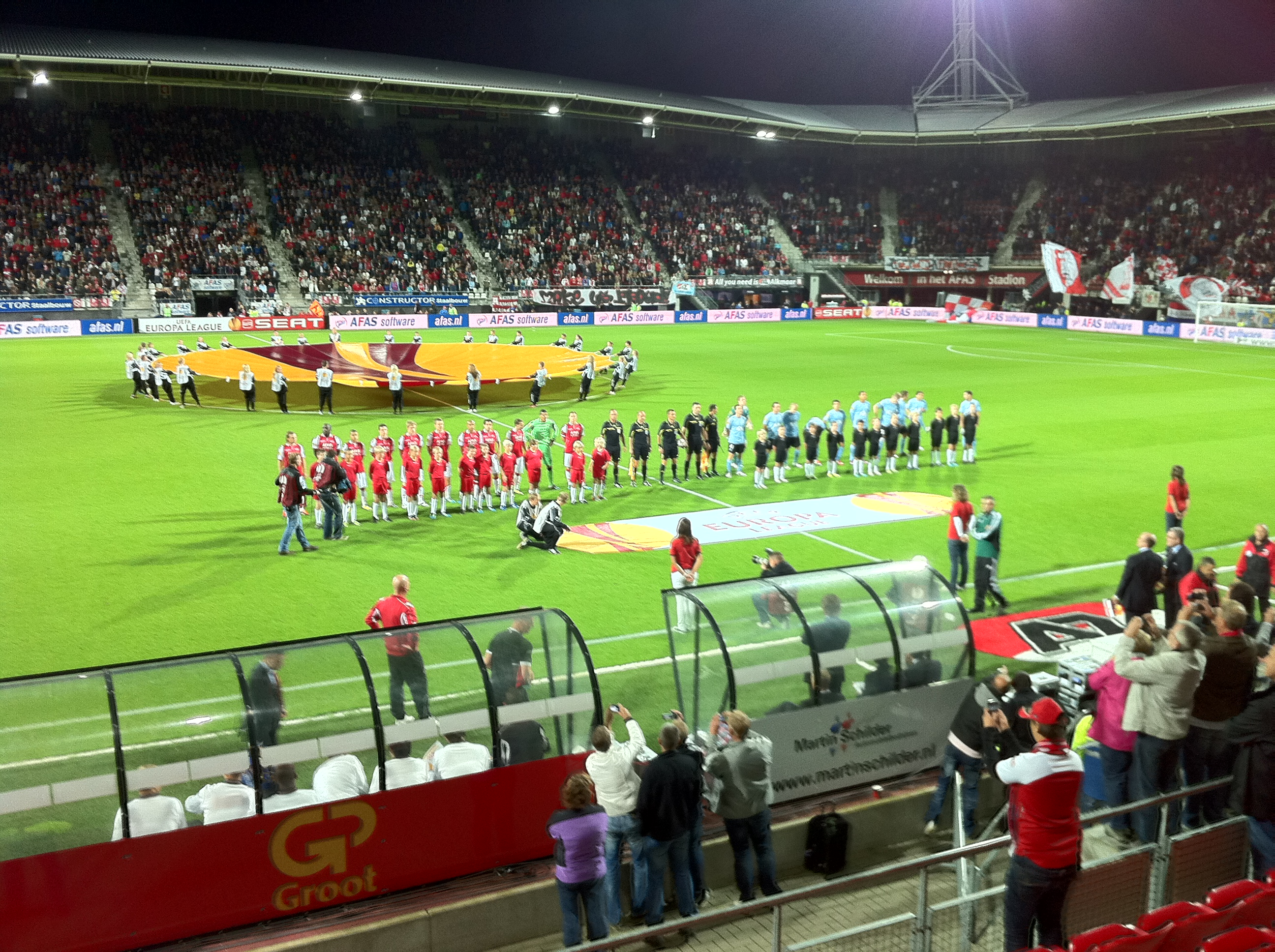
AFAS Stadion

## Periode na Scheringa
Voor het seizoen 2010/11 werd Dick Advocaat opgevolgd door Gertjan Verbeek, die eerder in de Eredivisie al veel opzien baarde als opbouwtrainer bij sc Heerenveen en Heracles. Hoewel de begroting voor het seizoen was teruggeschroefd van 40 miljoen naar 25 miljoen euro, moest Verbeek ervoor zorgen dat AZ sportief aanhaakte in de subtop van de Eredivisie. Er vond een handvol transfers plaats. Beloftevolle spelers kwamen, terwijl belangrijke spelers vertrokken. AZ nam afscheid van onder meer Mousa Dembélé, David Mendes da Silva, Jeremain Lens en Mounir El Hamdaoui, maar verwelkomde daarentegen Nederlandse (jeugd-)internationals als Dirk Marcellis, Nick Viergever, Erik Falkenburg en Charlison Benschop. In dit eerste seizoen zonder Scheringa werd de vierde plaats behaald en daarmee directe plaatsing voor Europees voetbal in de Europa League afgedwongen.
Toch zouden ook de seizoenen opvolgend spelers verkocht moeten worden om leningen af te lossen en de salariskosten verder terug te brengen om zo de begroting sluitend te krijgen. De transfers van Graziano Pellè naar Parma FC, aanvoerder Stijn Schaars naar Sporting Clube de Portugal, Héctor Moreno naar Espanyol en Kolbeinn Sigthorsson naar Ajax in de zomer van 2011 waren een volgende stap daartoe. Ondanks het vertrek van deze spelers werd in het volgende seizoen de kwartfinale van de Europa League bereikt en was AZ tot aan maart koploper van de Eredivisie, echter kon AZ dit niet volhouden en eindigde het op de  vierde plek. In de zomer van 2012 werden vervolgens de sterkhouders Pontus Wernbloom, Rasmus Elm en Niklas Moisander verkocht en verdwenen ook de transfervrije Brett Holman en Simon Poulsen van de loonlijst. Hiermee was Maarten Martens de laatste speler die was overgebleven van de kampioensploeg uit 2009.
Omdat AZ mede door al deze transfers versneld haar schulden heeft kunnen afbetalen, is AZ met ingang van het seizoen 2012/13 verlost van de curator, die de club sinds de val van DSB in zijn greep hield. De nieuwe periode is daardoor definitief aangebroken en bracht aan het eind van dat seizoen ook een tastbaar succes met zich mee: de winst in het bekertoernooi. Dit succes leidde uiteindelijk tot de recordtransfers van jeugdexponent Adam Maher (voor 8 miljoen naar PSV) en Jozy Altidore (voor 10 miljoen naar Sunderland FC. Nemanja Gudelj, Jan Wuytens en Jeffrey Gouweleeuw kwamen ervoor terug. Ondanks goede resultaten, werd Gertjan Verbeek na de thuiswedstrijd tegen PSV (2-1 winst) op 29 september ontslagen. Dick Advocaat werd tot het einde van het seizoen zijn opvolger. Onder zijn leiding reikte AZ tot aan de kwartfinale van de Europa League. Echter wist AZ zich onder Advocaat niet te kwalificeren voor Europees voetbal, de finale van de play-offs werd verloren van FC Groningen.
Op 1 juli 2014 werd Marco van Basten hoofdtrainer van AZ. Nadat op 26 augustus 2014 bekend werd dat Marco van Basten met hartklachten thuis zat besloot hij op 16 september 2014 vrijwillig een stap terug te doen. Alex Pastoor nam per direct zijn taken over met Van Basten als assistent. Pastoor vertrok vanwege een verstoorde arbeidsrelatie echter alweer op 18 september 2014 bij de club en hij werd opgevolgd door John van den Brom. Ook kreeg AZ een nieuwe algemeen directeur: Robert Eenhoorn. In het eerste seizoen van Van den Brom werd er meteen beslag gelegd op de derde plaats, de hoogste eindklassering sinds 2009, terwijl het seizoen erop een vierde plaats opleverde. Beide keren werd er directe kwalificatie voor Europees voetbal afgedwongen, het tweede seizoen met bijna een volledig nieuw basiselftal. Enkel Mattias Johansson, Markus Henriksen en Celso Ortíz stonden ook het voorgaande seizoen regelmatig in de basis. Dat seizoen was Vincent Janssen de grote man bij AZ, met 27 doelpunten werd hij topscorer van de eredivisie. In dat seizoen werd ook jeugdexponent Ron Vlaar teruggehaald die anderhalf jaar eerder nog een van de opvallendste spelers was van het Nederlands elftal op het WK 2014. De nieuwe technisch directeur van AZ werd Max Huiberts, hij volgde Earnest Stewart op. Huiberts wist in zijn eerste transferzomer gelijk op te vallen door topscorer Janssen voor een recordbedrag van 22 miljoen euro te verkopen aan Tottenham Hotspur. Diezelfde zomer bracht Huiberts zowel Wout Weghorst als Alireza Jahanbakhsh naar Alkmaar, zij speelden een grote rol in het bereiken van de bekerfinale in 2017 én 2018, alhoewel deze beide werden verloren tegen Vitesse (0-2) en Feyenoord (0-3). In het seizoen 2016/2017 overwinterde AZ in de Europa League maar ging het kansloos ten onder tegen Olympique Lyon in de knock-outfase (11-2 over twee wedstrijden) ondanks de komst van huurling Tim Krul, een andere WK-held. Europees voetbal werd er niet behaald dat seizoen doordat AZ de play-offs finale verloor van FC Utrecht. Het seizoen erop ging het een stuk beter, AZ eindigde het seizoen 2017/2018 op een derde plaats. Jahanbakhsh werd topscorer van de eredivisie en Weghorst werd tweede. Die derde plaats en daarmee kwalficatie voor Europees voetbal was niet veel waard, in de voorrondes blameerde AZ zich door uitgeschakeld te worden door Kairat Almaty, hierbij kreeg Huiberts voor het eerst te maken met flinke kritiek aangezien er nog geen vervangers waren gehaald voor het vertrokken duo Weghorst-Jahanbakhsh waardoor de verbannen Fred Friday en Ilias Bel Hassani in de basis stonden tegen Kairat. Na deze nederlaag haalde Huiberts Bjorn Johnsen en Albert Gudmundsson naar Alkmaar voor deze posities, te laat in de ogen van veel supporters. Dat seizoen verliep verder prima: AZ werd vierde. Toch werd besloten na vijf seizoenen afscheid te nemen van coach John van den Brom. Zijn assistent Arne Slot werd aangesteld als opvolger.
Op 10 augustus 2019 stortte het dak in van het AFAS Stadion, op dat moment was er geen wedstrijd en AZ ontsnapte aan een grote ramp. Echter betekende dat wel dat AZ tot december moest uitwijken naar het Cars Jeans Stadion in Den Haag totdat het gehele dak was verwijderd en er weer gespeeld kon worden in de thuisstad. De eerste wedstrijd in Den Haag werd ruim gewonnen, AZ zette FK Marioepol met 4-0 opzij waardoor AZ doorging naar de play-offronde van de Europa League hierin werd AZ gekoppeld aan Royal Antwerp, deze wedstrijd werd gespeeld in De Grolsch Veste. In Enschede werd het 1-1 maar in België won AZ met 1-4 waardoor de groepsfase werd bereikt. Ook in de competitie verliep het eerste seizoen onder Arne Slot voorspoedig, AZ ging nek-aan-nek met Ajax in de strijd om de landstitel en er werd onder andere ruim gewonnen in uitwedstrijden tegen Feyenoord (0-3) en PSV (0-4). In de eerste wedstrijd terug in Alkmaar werd er met 1-0 gewonnen van rivaal Ajax dankzij een laat doelpunt van Myron Boadu. Na een korte winterdip, waarin AZ door LASK uit Europa werd geknikkerd, kwam AZ na een 0-2 overwinning in de Johan Cruijff ArenA op gelijke hoogte met Ajax, voor vele betekende deze overwinning dat de mannen van Arne Slot titelkandidaat nummer 1 waren. Echter zullen we de uitkomst van deze spannende titelstrijd nooit te weten komen. Door de Coronapandemie werd het seizoen door de KNVB gestopt, en tot onvrede van AZ kregen de Alkmaarders slechts een ticket voor de voorronde van de Champions League voor het seizoen 2020/2021. AZ werd hierin gekoppeld aan Viktoria Plzen, er werd met 3-1 gewonnen maar een ronde later was Dynamo Kiev met 2-0 te sterk waardoor AZ het moest doen met de groepsfase van de Europa League.